# Naüm Eitingon
Naüm Issaàkovitx Eitingon o Naum Isaakovič Ejtingon (en rus Нау́м Исаа́кович Эйтинго́н), també conegut com a Leonid Aleksandrovitx Eitingon (Леонид Александрович Эйтингон), àlies com a agent de la NKVD: Kótov (6 de desembre de 1899, Shklov - 3 de maig de 1981, Moscou) va ser un oficial d'intel·ligència soviètic, un dels principals organitzadors del terrorisme d'Estat de Ióssif Stalin. Durant 1936-1938, en el transcurs de la Guerra Civil Espanyola, va ser ajudant d'Aleksandr Orlov, el responsable de l'assassinat d'Andreu Nin. Amb Pàvel Sudoplàtov va preparar l'assassinat de Lev Trotski.

## Primers anys
Nascut en el si d'una família jueva d'origen belarús, Eitingon va cursar estudis de comerç i en 1917 va començar a treballar en una fàbrica de ciment en Moguiliov, on va pertànyer a la comissió sindical. Va entrar en el Partit Comunista en 1919 i a l'any següent es va enrolar en la Txeca. En 1921 va resultar greument ferit en una operació contra guerrillers belarussos i, després de la seva recuperació, va ser transferit a Ufà. Entre 1923 i 1925 va viure a Moscou, on va servir en el Departament Oriental d'OGPU que, l'any 1926, el va destinar a Xangai com a "resident legal" (és a dir, com a espia sota la cobertura d'una identitat falsa vinculada a l'ambaixada soviètica).

### Xina
De Xangai va passar a Pequín i finalment va estar destinat a Harbin, des d'on va tornar a la Unió Soviètica l'any 1929. Una operació típica d'Eitingon en aquest període va ser filtrar als japonesos un document fals segons el qual una vintena de russos blancs sol·licitaven el perdó de la Unió Soviètica i demanaven permís per tornar. El govern japonès va detenir i va executar als exiliats, convençuts d'eliminar així un grup de potencials espies soviètics.

### Turquia
La seva següent destinació va ser Istanbul, on va operar amb l'àlies de Leonid Aleksàndrovitx Naúmov sota la cobertura d'agregat de l'Ambaixada soviètica i va conèixer a Georges Agabékov (que donaria testimoniatge del caràcter de les activitats d'Etingon a Turquia).

### Operacions especials i els Estats Units
Quan va tornar a Moscou va ser nomenat sotsdirector de l'Administració per a Operacions Especials (encarregada de l'eliminació de dissidents i oponents polítics a l'estranger), dirigida per Iakov Serebrianski. En 1933 va ser enviat als Estats Units com a supervisor clandestí d'una xarxa d'espies composta majoritàriament per immigrants russos d'origen jueu.

## Guerra Civil Espanyola
L'octubre de 1936 Eitingon va ser enviat a Barcelona com a membre de la xarxa que l'NKVD va establir a Espanya després d'iniciar-se la Guerra Civil, sota el comandament d'Alexander Orlov. En aquest moment, Eitingon era un dels agents més experimentats en l'eliminació física de persones considerades com a enemigues de l'URSS, a més d'un reclutador de primer nivell.

### El NKVD a Espanya
En resposta a la petició d'ajuda cursada pel govern republicà a la Unió Soviètica, Moscou va nomenar el 21 d'agost a Marcel Rosenberg, diplomàtic de carrera, com a ambaixador a Madrid. En setembre de 1936 li va seguir l'NKVD amb un equip escàs d'agents encapçalats per Alexander Orlov, repartits entre Madrid, Barcelona i València. Aquest equip estava format per dos components:
D'una banda, un grup d'agents "legals" que operaven amb noms falsos (sota cobertura diplomàtica basada en treballs ficticis en l'ambaixada soviètica) integrat per Nikolski/Aleksandr Orlov, Belkin/Belyáev, Syroezhkin/Pancho, Vassilevski/Grebetsky i el mateix Eitingon (amb el pseudònim Kótov) destinats permanentment i complementats per altres agents "temporals" que es quedaven a Espanya entre uns mesos i un any.
Per un altre, treballant amb els anteriors, tres agents "il·legals", això és, que operaven sense cobertura de la legació soviètica: María Fortus, l'alemany Erich Tacke i Iósif Grigulévich, usats sobretot en "operacions especials" com el segrest i assassinat d'Andreu Nin. A més van reclutar col·laboradors sobre el terreny, ja anés espanyols com Luis Lacasa o brigadistes com George Mink.
A part, i de manera autònoma, operaven altres branques de la intel·ligència soviètica, en particular el GRU (intel·ligència militar), la missió de la qual era ajudar a l'esforç de guerra mitjançant assessors, especialistes (pilots, oficials navals) i la realització de labors d'espionatge contra les tropes franquistes. Per a això comptava amb molts més mitjans, humans i materials, que l'NKVD. La prioritat de NKVD era l'eliminació de l'"enemic intern", entès aquest com a qualsevol mostra de dissidència pel que fa a l'ortodòxia estalinista, especialment el trotskisme i els anarquistes, sovint al marge de l'aparell estatal republicà.

### Barcelona
Eitingon va ser nomenat cap de la subestació de l'NKVD a Barcelona, una ciutat d'especial interès per als serveis secrets de Stalin per la força que tenia el moviment anarquista i per la presència del POUM (Partit Obrer d'Unificació Marxista). Instal·lat en el Consolat General soviètic de la ciutat comtal (situat a l'avinguda del Tibidabo núm. 15, Eitingon es va dedicar, des de desembre de 1936, a l'eliminació de trotskistas, anarquistes i comunistes no estalinistes, tan espanyols com a estrangers. Per a això comptava amb subordinats com George Mink, infiltrat entre els brigadistes internacionals o l'espanyol Aurelio Fernández, encarregat de fer desaparèixer els cadàvers. Entre les seves víctimes destaquen Georges Agabékov (que havia coincidit amb Eitingon a Istanbul en els anys 30 abans de desertar i que va ser segrestat als Pirineus abans de ser interrogat i executat a Barcelona).
A més, des de 1937, va coordinar juntament amb Orlov un centre especial d'ensinistrament conegut com a Construction. A diferència de l'escola guerrillera de Benimanet, gestionada per la Intel·ligència Militar soviètica (GRU) en coordinació amb el govern republicà, Construction era un centre clandestí i els seus setanta alumnes eren tots estrangers, en particular alemanys, escandinaus, austríacs, britànics i nord-americans. El seu objectiu no era ajudar a l'esforç de guerra republicà, sinó formar agents secrets que poguessin ser destinats per l'NKVD en tercers països. L'escola va ser dissolta després de la deserció d'Orlov en 1938 i la majoria d'ells van combatre en la II Guerra Mundial, infiltrant-se des d'avions britànics en territori nazi.

### Assassinat d'Andreu Nin
A partir de febrer de 1937 l'NKVD va rebre instruccions amb una nova prioritat: l'enemic principal ja no era Franco, sinó els partits i militants trotskistes a Espanya. En la Unió Soviètica es desenvolupava la Gran Purga i Stalin va decidir emprar el seu servei secret per eliminar els seus enemics, reals o imaginats, també a l'estranger.
Com a conseqüència, a principis de maig de 1937, Ióssif Grigulévitx va ser enviat a Barcelona sota el control operatiu d'Eitingon, on va assumir un "paper principal" en l'assassinat de militants trotskistes i anarquistes. Va ser secundat per altres tres membres de l'NKVD, que també operaven com a "il·legals": Maria Fortus, el comunista alemany Erich Tacke i Stanislav Vaupshàsov (Stanislovas Vaupšas), responsable d'un crematori clandestí instal·lat a Barcelona construït per fer desaparèixer els cossos dels executats.
El 23 de maig de 1937, Aleksandr Orlov, cap de l'NKVD a Espanya, va engegar un pla per incriminar al POUM com participant en una xarxa existent d'espionatge franquista a Madrid. Per a això Grigulévitx —que escrivia espanyol perfectament— va afegir un text escrit amb tinta invisible en el revers d'un mapa de Madrid confiscat a la Cinquena Columna amb el següent text: Al Generalísimo personalment comunico: En compliment de la seva ordre, vaig ser jo mateix a Barcelona per entrevistar-me amb el membre directiu del POUM, "N" (...) m'ha promès enviar nova gent a Madrid per activar els treballs del POUM. Amb aquests reforços el POUM arribarà a ser un ferm i eficaç suport (...). Els documents van ser enviats al Servei de Contraespionatge de la Comissaria General de Madrid, que va informar el ministre de l'Interior, Julián Zugazagoitia i al Director General de Seguretat, recentment nomenat militant comunista coronel Antonio Ortega, que el dia 12 de juny va lliurar ordres de detenció contra Nin i la cúpula del POUM.
Per efectuar les detencions, el 14 de juny es van traslladar des de Madrid uns agents de la Brigada Especial, a les quals es va sumar Grigulévitx, sota el nom de "José Escoy" i amb la seva placa del servei de seguretat. El dia 16 de juny Andreu Nin va ser arrestat a Barcelona, a la sortida d'una reunió del Comitè Central del POUM i traslladat a la seu de la Joventut Anarquista Ibèrica en el Passeig de Gràcia. Tot seguit Nin va ser portat primer a València i després a Madrid sota l'escorta dels agents Fernando Valentí, Jacinto Rosell i el mateix Grigulévitx. Al principi va quedar sota custòdia a Atocha, però unes hores després, a suggeriment d'Orlov, va ser traslladat a Alcalá de Henares, on va quedar detingut en el xalet pertanyent al diputat Rafael Esparza, que a l'agost de 1936 va ser assassinat en les saces de la Modelo.
Fins a aquest moment, Nin estava detingut legalment. Durant els següents cinc dies va ser interrogat per membres de les forces de seguretat republicanes (no de l'NKVD) sense que admetés la seva implicació en els fets dels quals era acusat. Segons Volodarsky, tenint en compte l'alt perfil públic de Nin és summament improbable que fos torturat, màxime quan els seus custodis, policies regulars, no sabien que anava a ser assassinat.
El 22 de juny,, entre les 21.30 i les 22.00, un grup d'homes uniformats, encapçalats per un capità i un tinent (que parlava espanyol amb un fort accent estranger), van aparèixer en el xalet exhibint documents falsos signats pel general Miaja i el coronel Ortega ordenant el lliurament del presoner. El capità, segons els testimonis, va parlar en termes molt cordials amb Nin cridant-li camarada; tot seguit els nouvinguts van reduir als guàrdies i es van portar a Nin, deixant una quantitat de proves que els identificaven fàcilment com a agents franquistes (rebuts, fotografies, bitllets de la zona revoltada, etc.)
Del que va ocórrer a continuació hi ha un testimoniatge directe en forma de nota manuscrita del xofer de l'automòbil, en rus, en els antics arxius de l'NVDK:
| «                                                          | "N. des d'Alcalá de Henares en direcció a Perales de Tajuña, a meitat de camí, cent metres des de la carretera, en el camp. BOM, SCHWED; JUZIK, dos espanyols". Signat: Xofer de Pierre, VIKTOR. | » |
| — Expedient personal de SCHWED (ORLOV), núm. 32476, p. 164 | |   |

Del que va ocórrer a continuació hi ha un testimoniatge directe en forma de nota manuscrita del xofer de l'automòbil, en rus, en els antics arxius de l'NKVD:
| «                                                                                | "Sobre els implicats en el cas NIKOLÁI (Nin), els principals participants són 1- L (esborrat) i 2- A (esborrat) F (esborrat). I (esborrat) M (esborrat) va ser un assistent indirecte. Quan va portar menjar al lloc de detenció i li van obrir la porta, la nostra gent va entrar al pati interior (21 línies esborrades) (...) JUZIK (Grigulévitx) ha servit com el meu intèrpret en el cas i estava amb mi en el cotxe en el qual portàvem a Nin" | » |
| — Expedient personal de SCHWED (ORLOV), núm. 32476, p. 101, 24 de juliol de 1937 | |   |

SCHWED és Aleksander Orlov; JUZIK, Ióssif Grigulévitx; BOM, Erich Tacke, mentre que PIERRE és el mateix Eitingon. El signant de la primera nota, el xofer Víktor era Víctor Nezhinsky, antic oficial de l'exèrcit francès reclutat pe l'NKVD. La L de la segona nota és probable que sigui per l'arquitecte Luis Lacasa, mentre que A. F. podria correspondre a Aurelio Fernández, l'agent espanyol que treballava per Eitingon a Barcelona.
El més segur és que l'encarregat de disparar a Nin en aquest "camp situat a cent metres de la carretera entre Alcalá de Henares i Perales de Tajuña" anés el mateix Ióssif Grigulévitx, l'agent més experimentat en semblants tasques.Després de la deserció d'Alexander Orlov al juny de 1938, Eitingon va ser nomenat nou cap de l'estació de l'NKVD a Espanya; no obstant això, l'equip original va ser desmantellat i alguns dels seus membres executats a Moscou (cas de Syroezhkin). En 1939, amb la derrota de la República, Eitingon es va instal·lar a París.

## Assassinat de Trotski
León Trotski, revolucionari soviètic, va ser expulsat de la URSS per Stalin i es va refugiar en Coyoacán (Mèxic). Va ser acollit per Diego Rivera i Frida Kahlo. Stalin, mitjançant Sudoplátov, va ordenar a Eitingon l'elaboració d'un pla per executar a León Trotski (l'anomenada "Operació Ànec"). Eitingon va dissenyar, com era habitual, un pla principal i un altre secundari, mantingut en reserva.
El primer consistia en l'assalt directe a la casa del barri de Coyacán on vivia, reclús parcialment, Trotski. Per a això, sota la coordinació de Ióssif Grigulévitx, es va formar un grup compost per antics combatents republicans i comunistes mexicans, encapçalats pel famós muralista David Siqueiros. A més va aconseguir reclutar a un dels joves nord-americans que componien la guàrdia de Trotski, anomenat Robert Sheldon Afarti, que tenia com a missió obrir les portes del recinte i guiar als assaltants pel complex. L'intent d'assassinat es va realitzar el 24 de maig de 1940 i va fracassar amb la resistència dels defensors de la casa. Tots els agents van haver de passar a la clandestinitat i Afarti va ser executat per Grigulévitx per mantenir en secret la seva identitat.
Eitingon (que empleaba el nom en clau de Tom) va decidir recórrer llavors al pla secundari: el grup "Mare", format per Caritat del Riu Hernández i el seu fill Ramon Mercader. Tots dos eren estalinistes convençuts i Ramon havia estat format per l'NKVD en la Unió Soviètica com a "agent especial". Gràcies a això, i al suport per part d'Eitingon, Mercader es va anar obrint pas en el cercle d'amics més proper a Trotski a través de Silvia Ageloff, trotskista i amiga del propi León Trotski. A instàncies d'Eitingon, Mercader va entaular una relació sentimental amb ella per poder acostar-se a León Trotski. Ho va aconseguir, usant una identitat falsa, fent-se passar per periodista: lliurava articles a Trotski sobre la II Guerra Mundial perquè aquest els corregís.
El 20 d'agost de 1940, Ramón Mercader va clavar un piolet al crani de Trotski quan aquest, que era d'esquena a Mercader llegint un dels seus articles, al girar-se va veure com aquest l'atacava, proferint un crit que alertà als vigilants. Trotski morí l'endemà.
Eitingon i Caridad Mercader esperaven en un cotxe la sortida de Ramón Mercader de la residència de Trotski. Ramón va ser reduït pels guardaespatlles de Trotski, els qui, en sentir el crit de la víctima, van acudir en el seu auxili. Eitingon i Caridad, en veure que Ramón Mercader no tornava, van fugir del país. Mercader passaria vint anys en una presó mexicana.
Stalin va recompensar a Eitingon i Caridad Mercader amb l'Ordre de Lenin; Grigulévitx va rebre l'Ordre de la Bandera Vermella mentre que Ramón Mercader va ser nomenat Heroi de la Unió Soviètica.

## Segona Guerra Mundial i postguerra
El juliol de 1941 Lavrenti Béria va nomenar-lo cap adjunt del Departament IV de l'NKVD, encarregat de dur a terme accions d'infiltració, sabotatge i demolició al darrere de les línies enemigues. Durant el conflicte, a més d'operar a les zones d'Ucraïna i Belarús, ocupades pels nazis, va realitzar missions a Turquia. L'any 1945 va ser nomenat Director Adjunt del Departament "C" de l'NKVD, amb la missió d'obtenir dades d'intel·ligència que permetessin la fabricació d'un arma nuclear soviètica.
Després del conflicte es va dedicar a combatre les guerrilles independentistes lituanes, belarusses i ucraïneses, organitzant l'assassinat de dos importants líders independentistes ucraïnesos: Teodor Romzha i Aleksandr Shumski.
A l'octubre de 1951, a causa de la seva procedència jueva, va caure víctima de l'anomenat "Complot dels Metges" i va ser empresonat fins a la mort de Stalin l'any 1953. Aleshores va recobrar la seva llibertat i va ser nomenat cap del Directori IX del Ministeri de l'Interior de la URSS.

## Caiguda en desgràcia, presó i mort
La caiguda i l'execució de Béria (desembre de 1953) va desencadenar una operació de neteja durant la qual gran part dels membres de la "vella guàrdia" de l'NKVD que havien treballat sota Stalin van ser acusats de traïció. Eitingon va ser detingut i condemnat a 12 anys de presó, que va complir íntegrament. Va passar els últims anys de la seva vida treballant com a editor de l'editorial Relacions Internacionals de Moscou, desposseït de les seves condecoracions i el seu grau militar.
Nahum Eitingon va morir en una clínica de Moscou en 1981 i va ser enterrat al cementiri Donskoy. En 1992 un tribunal rus, en una gran polèmica, el va rehabilitar pòstumament.